# 波利奧韋 (索斯尼齊亞區)
51°24′15″N 32°27′47″E / 51.40417°N 32.46306°E
波利奧韋（烏克蘭語：Польове），是烏克蘭北部的村莊，隸屬切爾尼希夫州的科留基夫卡區。該村始建於1650年，面積0.42平方公里，海拔高度118米，2001年人口63，人口密度每平方公里150人。